# Diplostomum flexicaudum
Diplostomum flexicaudum är en plattmaskart. Diplostomum flexicaudum ingår i släktet Diplostomum och familjen Diplostomatidae. Inga underarter finns listade i Catalogue of Life.